# Syngonanthus wahlbergii
Syngonanthus wahlbergii là một loài thực vật có hoa trong họ Eriocaulaceae. Loài này được (Wikstr. ex Körn.) Ruhland miêu tả khoa học đầu tiên năm 1903.